# Gürcan Sari
Gürcan Sari (Hoorn, 24 juli 1991) is een Nederlands-Turks voetballer die als middenvelder voor onder andere Telstar speelde.

## Carrière
Gürcan Sari speelde tot 2011 in het tweede elftal van Gençlerbirliği SK, wat hem in 2009 aan het op het vierde niveau van Turkije uitkomende Kastamonuspor 1966 verhuurde. Voor deze club speelde hij twee wedstrijden. In 2011 vertrok hij naar Telstar, waar hij na enkele oefenwedstrijden een oefencontract kreeg. Hij debuteerde voor Telstar op 2 december 2011, in de met 0-2 verloren thuiswedstrijd tegen Sparta Rotterdam. Hij speelde elf wedstrijden voor Telstar in het seizoen 2011/12. In augustus 2012 werd hij weggestuurd bij Telstar omdat hij een paar keer te laat kwam. Later speelde hij nog voor Zwaluwen '30.

### Statistieken
| Seizoen                         | Club                 | Land           | Competitie     | Competitie | Competitie | Beker | Beker | Totaal | Totaal |
| Seizoen                         | Club                 | Land           | Competitie     | Wed.       | Dlp.       | Wed.  | Dlp.  | Wed.   | Dlp.   |
| ------------------------------- | -------------------- | -------------- | -------------- | ---------- | ---------- | ----- | ----- | ------ | ------ |
| 2009/10                         | → Kastamonuspor 1966 | Turkije        | 3. Lig         | 16         | 0          | 1     | 0     | 2      | 0      |
| 2011/12                         | Telstar              | Nederland      | Eerste divisie | 11         | 0          | 1     | 0     | 27     | 0      |
| 2012/13                         | Telstar              | Nederland      | Eerste divisie | 0          | 0          | 0     | 0     | 0      | 0      |
| Carrièretotaal                  | Carrièretotaal       | Carrièretotaal | Carrièretotaal | 27         | 0          | 2     | 0     | 27     | 0      |
| Bijgewerkt op 23 september 2019 |                      |                |                |            |            |       |       |        |        |